# BookCrossing

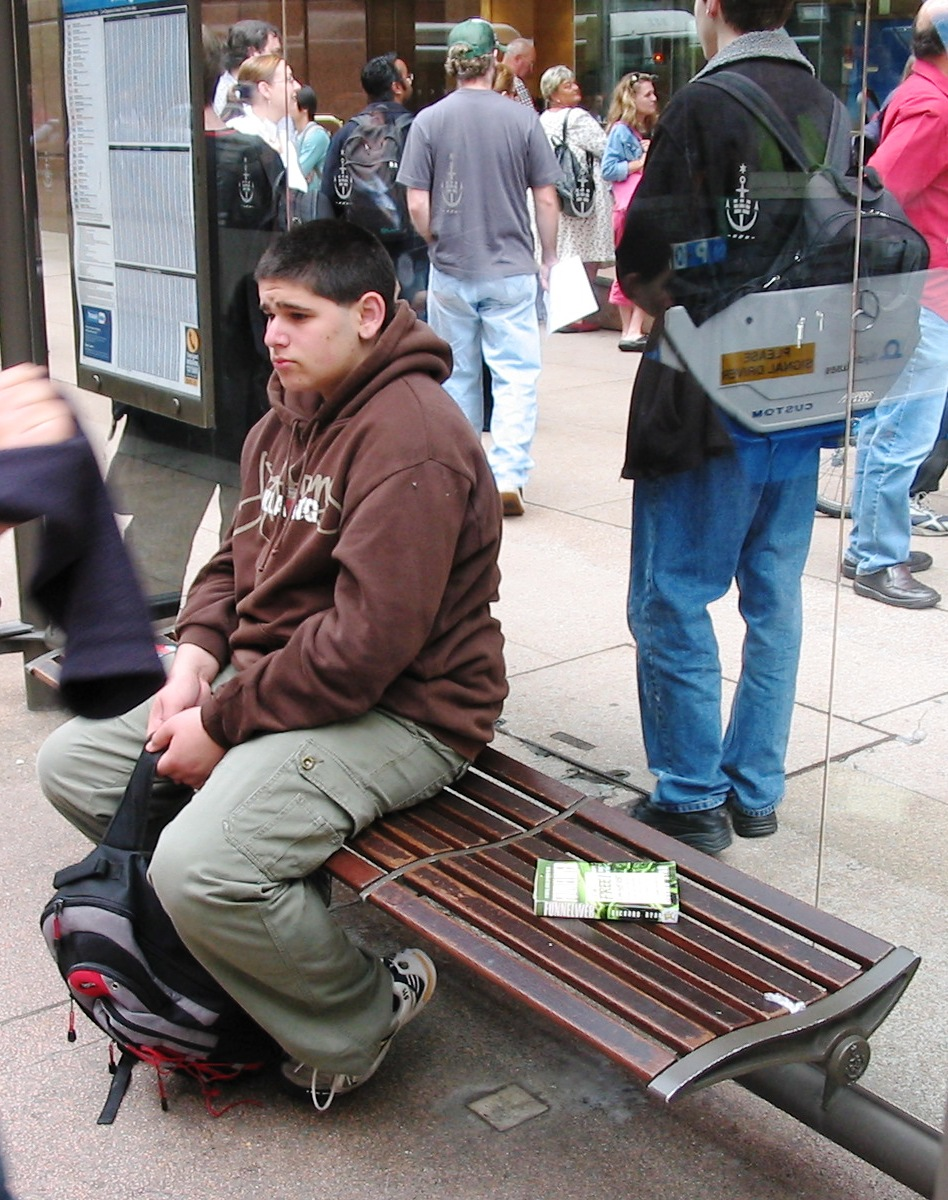
Livro "libertado" no banco de um ponto de ônibus, em Sydney.

BookCrossing é a prática, surgida nos Estados Unidos da América, que consiste em deixar um livro num local público para que outros o encontrem, o leiam e o voltem a partilhar, de forma informal, com o objectivo genérico de transformar o mundo numa biblioteca.
Existe um conceito restrito de BookCrossing que se refere à comunidade virtual gerada em torno do sítio de internet criado com a intenção de seguir o trajecto dos livros ali registados, através de um número identificativo. É acerca deste conceito mais restrito que este artigo se debruçará, apesar de se poder fazer bookcrossing sem que os livros estejam registados em www.bookcrossing.com.

## História
O BookCrossing foi originalmente concebido em Março de 2001 por Ron Hornbaker, um sócio da Humankind Systems, Inc. A 17 de Abril a ideia foi concretizada, dando-se o lançamento do sítio na Internet. Desde esse dia, o BookCrossing cresceu exponencialmente, tornando-se num movimento global.
Em Maio de 2005 o site ganhou dois prémios Peoples' Voice atribuídos pela Webby Awards: o prémio para Best Community Website e o de Best Social/Networking
Durante a Feira do Livro de Lisboa de 2009 o programa Lisboa, Encruzilhada de Mundos (LEM), da responsabilidade da Vereadora Manuela Júdice, no pelouro das Relações Internacionais da Câmara Municipal de Lisboa, esteve presente com um pavilhão que se tornou numa OBCZ (Official BookCrossing Zone ou Zona Oficial de BookCrossing), cujo principal objectivo era, não a venda, mas a troca de livros em várias línguas, numa parceria com a comunidade bookcrosser portuguesa. Com mais de 2.700 livros libertados durante um período de cerca de três semanas, a iniciativa foi um sucesso e fez com que o movimento fosse divulgado a nível nacional sem precedentes.